# Callistium
Callistium é um género de borboleta da família Riodinidae. Existem duas espécies, ambas residentes no neotrópico.

## Lista de espécies
- Callistium cleadas (Hewitson, 1866) na Guiana francesa, Guiana, bioma da Amazónia
- Callistium maculosa (Bates, 1868) Brasil (Amazonas)